# Олек Крупа
Олек Крупа (на полски: Olek Krupa) е полски актьор, роден в Рибник, Полша. Дебютира в киното през 1984 година като озвучаващ артист в документалния филм Far from Poland, разглеждащ историята на Полша в началото на 80-те. Първата му роля в игрален филм е в „Девет седмици и половина“ (1986). Играе в много филми, като най-известните от тях са „Сам вкъщи 3“ (1997), „Синя жилка“ (1999) и „В тила на врага“ (2001). Във „В тила на врага“ играе ролята на сръбски генерал, организиращ геноцид срещу бошняците и хърватските римокатолици. Участва в много от епизодите на „Закон и ред“.